# Back at the Chicken Shack
| Recensione | Giudizio |
| ---------- | -------- |
| AllMusic   |          |

Back at the Chicken Shack è un album a nome The Incredible Jimmy Smith, pubblicato dalla casa discografica Blue Note Records nel febbraio del 1963 .

## Tracce

### LP
Lato A
1. Back at the Chicken Shack – 8:00 (musica: Jimmy Smith)
2. When I Grow Too Old to Dream – 9:57 (testo: Oscar Hammerstein II – musica: Sigmund Romberg)

Lato B
1. Minor Chant – 7:30 (musica: Stanley Turrentine)
2. Messy Bessie – 12:30 (musica: Jimmy Smith)

### CD
Edizione CD del 1987, pubblicato dalla Blue Note Records (CDP 7 46402 2)
1. Back at the Chicken Shack – 8:00 (musica: Jimmy Smith)
2. When I Grow Too Old to Dream – 9:57 (testo: Oscar Hammerstein II – musica: Sigmund Romberg)
3. Minor Chant – 7:30 (musica: Stanley Turrentine)
4. Messy Bessie – 12:30 (musica: Jimmy Smith)
5. On the Sunny Side of the Street – 5:45 (testo: Dorothy Fields – musica: Jimmy McHugh) – Traccia bonus

## Musicisti
- Jimmy Smith – organo
- Stanley Turrentine – sassofono tenore
- Kenny Burrell – chitarra (eccetto brani: When I Grow Too Old to Dream e Minor Chant)[4]
- Donald Bailey – batteria

Note aggiuntive
- Alfred Lion – produttore
- Michael Cuscuna – produttore riedizione su CD
- Registrazioni effettuate il 25 aprile 1960 al Van Gelder Studio di Englewood Cliffs, New Jersey (Stati Uniti)
- Rudy Van Gelder – ingegnere delle registrazioni
- Francis Wolff – foto copertina album originale
- Reid Miles – design copertina album originale
- Ira Gitler – note retrocopertina album originale[5] [6]

## Classifiche
| Classifica (2021) | Posizione massima |
| ----------------- | ----------------- |
| Grecia            | 75                |